# Ligne de covoiturage
Une ligne de covoiturage est une forme de covoiturage particulière, revisitant l'autostop en s'inspirant du fonctionnement d'une ligne de transport collectif.

## Définition
La ligne de covoiturage est une forme spécifique de covoiturage qui cherche à mettre en relation un maximum de conducteurs et de passagers sur un axe donné (un axe autoroutier, une route structurante au niveau métropolitain ou local).
Le concept peut-être vu comme une hybridation entre l'auto-stop et les lignes de transport en commun. D'après la plaquette diffusée par le Ministère français de l'Écologie, la ligne de covoiturage est une « ligne de transport collectif comme les autres, sauf que les sièges libres sont proposés par les voitures qui passent chaque jour ».

## Infrastructures nécessaires
Pour fonctionner, une ligne de covoiturage nécessite au minimum :
- la présence d'arrêts (à la manière des arrêts de bus) où conducteurs et passagers peuvent être mis en relation. Cela est d'autant plus important au début du trajet pour faciliter la rencontre des usagers ;
- des infrastructures de mise en relation informatique ou physique : cela peut-être une application permettant la mise en relation instantanée ou un panneau à messages variables permettant d'afficher la destination souhaitée du passager aux automobilistes circulant devant l'arrêt (à la manière d'une pancarte d'auto-stoppeur).

Dans les versions les plus abouties, la ligne de covoiturage est associée à des services spécifiques, comme un service de substitution par taxi pour les passagers, en cas de difficulté à trouver un conducteur, ou une incitation financière pour les conducteurs à participer au service, même lorsqu'ils ne trouvent pas de passager.

## En Europe
En Europe, plusieurs entreprises développent un tel service. En France, les sociétés Ecov, et illicov en ont fait leur spécialité. En Suisse, le concept est exploité par la société Taxito.

### En France

#### Contexte
Selon un rapport sénatorial de 2021 relatif aux zones de moyenne à faible densité, « la voiture est utilisée dans plus de 80 % des transports du quotidien, c'est pourquoi il convient de socialiser pour partie sa pratique en partageant sous différents modes son usage, qu'il s'agisse de transports à la demande, d'autopartage ou de la promesse des nouvelles pratiques du covoiturage [à] courte distance dynamisées par le numérique » (voir Volume de transport en France : Mobilité à courte distance). Le rapport mentionne les enjeux de décarbonation, mais aussi ceux sociaux : « tous ceux qui ne disposent pas de voiture ou de permis de conduire courent le risque de devenir des assignés territoriaux »,. « En promouvant ces solutions, il s'agit de mieux organiser dans une logique intermodale le rabattement vers les modes lourds que sont le ferroviaire et les services de cars réguliers. Il convient de renforcer les services et d'améliorer l'offre, notamment par un meilleur cadencement. »

#### Exemples d'application
En France, les lignes de covoiturage se développent progressivement. De nombreux territoires ont mis en place le concept : par exemple le Grand Périgueux ou encore la Communauté d'Agglomération Porte de l'Isère, en banlieue de Lyon.